# Istočni centralni indoarijski jezici
Istočni centralni indoarijski jezici, jedna od glavnih skupina indoarijskih jezika koji se govore u istočnoj centralnoj zoni na području Indije i jedan predstavnik na Fidžiju. Obuhvaća (5) jezika, to su: awadhi [awa], ukupno 38.261.000 u Indiji i Nepalu; bagheli [bfy], 7.760.000  (2004); chhattisgarhi [hne], 17.500.000 (2002); dhanwar [dha], 104,000 (1981 popis); fidžijski hindustanski [hif], 380.000 na Fidžiju (1991 UBS).

## Vanjske poveznice
- Ethnologue (14th)
- Ethnologue (15th)